# یاروسلاف وااتمانیوک
یاروسلاف وااتمانیوک (اوکراینی: Ярослав Петрович Ватаманюк؛ زادهٔ ۲۵ مهٔ ۱۹۶۳) بازیکن فوتبال اهل اوکراین است.
از باشگاه‌هایی که در آن بازی کرده‌است می‌توان به باشگاه فوتبال اسپارتاک ایوانو-فرانکیفسک اشاره کرد.
وی همچنین در تیم ملی فوتبال اوکراین بازی کرده‌است.